# 大越國民黨
大越國民黨（發音：[ʔɗaːj˧˨ʔ viət̚˧˨ʔ kuək̚˧˦ zən˧˧ ʔɗaːŋ˧˩]），簡稱大越黨（Đảng Đại Việt），是一個活躍於20世紀的越南反共主義政黨和革命組織。
大越國民黨於1939年12月10日由張子英建立，其意識形態為民族生存主義。在法國殖民時期，其成員透過軍事攻擊的手段謀求越南獨立，一些成員曾在雲南的國民黨軍事學校內接受訓練。1954年後，該黨被北越禁止活動，但在南越作為吳廷琰總統的反對黨繼續活動。越南共和國總理潘輝括、副總理阮宗環都是該黨的人物。
1975年430事件後，該黨在越南境內成為非法政黨，但在越南境外仍然活躍，以謀求建立一個多黨制民主政府作為目標。

## 外部連結
- 官方網站 （页面存档备份，存于）